# Yūsuke Minoguchi
Yūsuke Minoguchi (簔口 祐介 Minoguchi Yūsuke?,  nacido el 23 de agosto de 1965 en Hokkaido) es un exfutbolista japonés que se desempeñaba como delantero.
Minoguchi fue elegido para integrar la selección nacional de Japón para los Copa Asiática 1988.

## Trayectoria

### Clubes
| Club                | País  | Año         |
| ------------------- | ----- | ----------- |
| JEF United Ichihara | Japón | 1988 - 1992 |
| PJM Futures         | Japón | 1993 - 1994 |
| Fukuoka Blux        | Japón | 1995        |
| Oita Trinity        | Japón | 1996        |